# Bitka za Voznesensk (2022)
Bitka za Voznesensk je bila serija vojaških spopadov med Rusijo in Ukrajino, ki so potekali v okviru južne ukrajinske ofenzive med rusko invazijo na Ukrajino v začetku marca 2022.
Po zavzetju mesta Herson so ruske sile napredovale proti zahodu proti mestu Mikolajiv. Medtem ko so ruske sile napadale Mikolajiv, se je ena ruska kolona odcepila in prodrla proti severu ter se dvakrat spopadla z ukrajinskimi silami pri majhnem mestu Voznesensk. Mesto, v katerem večinoma živijo rusko govoreči prebivalci, je veljalo za strateško pomembno za ruske sile, saj je imelo most čez reko Južni Bug in bližino južne ukrajinske jedrske elektrarne.

## Prva bitka
2. marca 2022 so enote 126. obalne obrambe brigade ruske črnomorske flote iz Mikolajiva napredovale severozahodno proti mestu Voznesensk in poskušale najti prehod čez reko Južni Bug. Rusko kolono naj bi sestavljalo 400 mož in 43 vozil.
Župan mesta in eden od ukrajinskih poveljnikov Jevgenij Veljčko je v pripravah izjavil, da so lokalni poslovneži pomagali ukrajinskim silam postaviti številne blokade in uničiti most čez Mertvovod (reka) v Voznesensku ter izkopati obrežje reke, da ga ruska vozila ne bi mogla prečkati.
Ruske sile so začele bitko z obstreljevanjem mesta, pri čemer so poškodovale več zgradb. Ruski padalci so bili izkrcani jugozahodno od mesta, medtem ko je oklepna kolona napredovala z jugovzhoda in se ustavila v sosednji vasi Rakove. Ruski ostrostrelci so v več hišah v vasi postavili gnezda, ruske sile pa so si na lokalni bencinski črpalki uredile oporišče. Ruski oklepni transporter je streljal na lokalno oporišče Teritorialnih obrambnih sil, pri čemer je bilo ubitih več ukrajinskih vojakov. Ruskim silam ni uspelo prodreti v Voznesensk. Ukrajinska artilerija je začela obstreljevati ruske položaje in tako preprečila ruski artileriji, da bi postavila minomete.
Ob mraku so ruski tanki začeli obstreljevati Voznesensk, vendar so se po nasprotnem ognju umaknili. Hkrati so ukrajinske sile še naprej obstreljevale ruske položaje in uničile nekaj ruskih vozil. Ukrajinski vojaki so napredovali peš in z ameriškimi raketami FGM-148 Javelin napadli ruska vozila ter uničili najmanj tri tanke. Ukrajinskim silam je uspelo sestreliti tudi ruski bojni helikopter Mil Mi-24. Ruske sile so se 3. marca popolnoma umaknile in zapustile opremo in vozila. Med umikom je ruska artilerija obstreljevala vas Rokove in zadela kliniko. Ruske sile so vas tudi izropale. Ruska kolona se je umaknila 64 km proti jugovzhodu.
Skupaj je bilo zapuščenih 30 ruskih vozil, med njimi so ukrajinske sile uspele rešiti 15 tankov. Po navedbah lokalnih uradnikov je bilo ubitih približno 100 ruskih vojakov, 10 pa jih je bilo ujetih. Ukrajinske sile so utrpele nekaj žrtev, večinoma med pripadniki Teritorialne obrambe. Med spopadom je bilo ubitih tudi 12 civilistov.

## Druga bitka
9. marca so ruske sile ponovno napadle Voznesensk. Ukrajinske sile so v bližini porušenega mostu vzpostavile obrambni položaj. Naslednji dan so mesto zavzele ruske sile. Ukrajinske sile so tri dni pozneje, 13. marca, ponovno zavzele Voznesensk. Do 18. marca so ukrajinski protinapadi na tem območju Ruse potisnili 120 kilometrov stran od mesta.
Lokalne ukrajinske sile so po drugem napadu še naprej utrjevale mesto v prepričanju, da bodo ruske sile nadaljevale s svojimi napadi.